# S-Bahn di Dresda
La S-Bahn di Dresda (in tedesco S-Bahn Dresden) è un sistema di trasporto ferroviario suburbano gestito dalla Deutsche Bahn.

## Rete
- S 1 Meißen Triebischtal - Dresden Hauptbahnhof - Bad Schandau - Schöna[1]
- S 2 Flughafen - Dresden Hauptbahnhof - Pirna[2]
- S 3 (Freiberg (Sachs) -) Tharandt - Dresden Hauptbahnhof[3]
- S 8 Dresden Hauptbahnhof - Kamenz